# Lyrické balady
Lyrické balady (1798, Lyrical Ballads with a Few Other Poems) je básnická sbírka anglických romantických básníků Williama Wordswortha a Samuela Taylora Coleridgeho, považovaná za skutečný počátek anglického romantismu.

## Vznik a význam sbírky
Dílo vzniklo jako výsledek tvůrčí spolupráce obou autorů, kteří se rozhodli vydat společnou sbírku básní, která bude odrážet jejich názory na literaturu. Jejich snahou bylo psát poezii prostým jazykem, a tak ji přiblížit obyčejným lidem ze střední a nižší společenské vrstvy. Usilovali o nový styl, oproštěný od racionalismu a dekorativnosti klasicismu. První vydání vyšlo anonymně, druhé, podstatně rozšířené, roku 1800 ve dvou dílech pod Wordsworthovým jménem a s jeho předmluvou, považovanou za manifest raného romantismu. Další upravovaná vydání jsou z roku 1802 a 1805. V předmluvě Wordsworth definuje poezii jako "spontánní výlev silných citů, který má svůj původ v emoci" a vyjadřuje o ní svůj názor, že "jde o nejfilozofičtější psaní, jehož předmětem je pravda vštípená srdci citem"..
Název sbírky vyjadřuje předběžnou dohodu obou básníků o jejím obsahu. Wordsworthovy básně zobrazují krásu a velikost přirozených lidských citů a představují tak lyrickou složku sbírky. Coleridgeovým úkolem bylo vyjádřit v baladách psychické stavy, vyvolané silami považovanými většinou za nadpřirozené, ale které se ve zjitřené lidské mysli jeví jako skutečné.
Tematicky vychází sbírka ze čtyř zdrojů: z lidových balad, z preromantické přírodní a reflexivní lyriky, z lyrické a epické poezie tištěné v soudobých časopisech (přírodní žánrové scény a básně o zločincích a psancích) a ze sbírek anglických a německých balad. Od dřívějších a soudobých anglických umělých balad se sbírka odlišuje především hloubkou své ideově estetické koncepce, která použitím symboliky tematických prvků, jejich výstavbou i použitým jazykem překonává formalismus klasicistické a preromantické poezie a umožňuje pochopit podobnost i odlišnost lidského života a přírody.

## Obsah sbírky

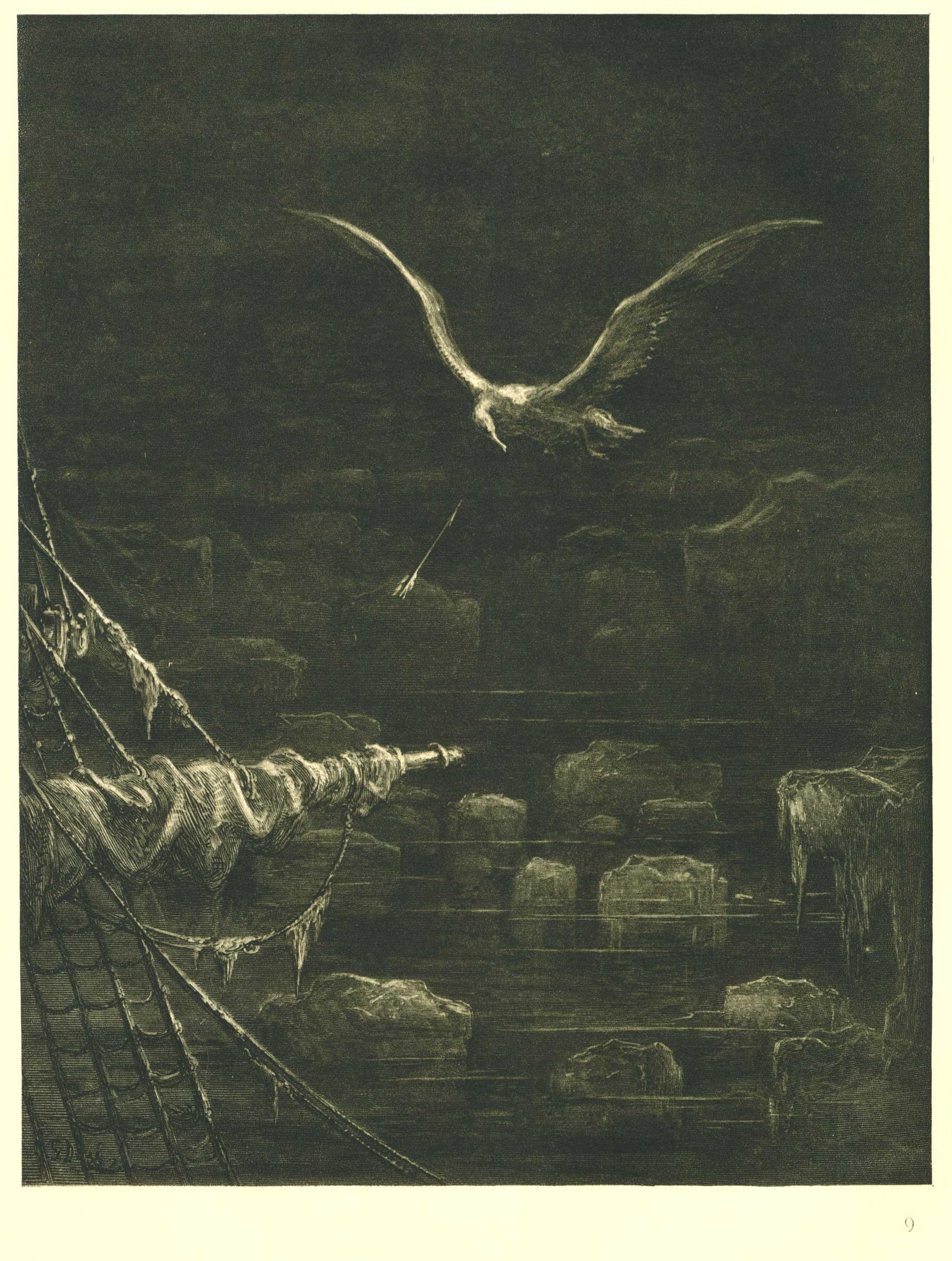
Ilustrace Gustava Dorého k baladě Píseň o starém námořníkovi

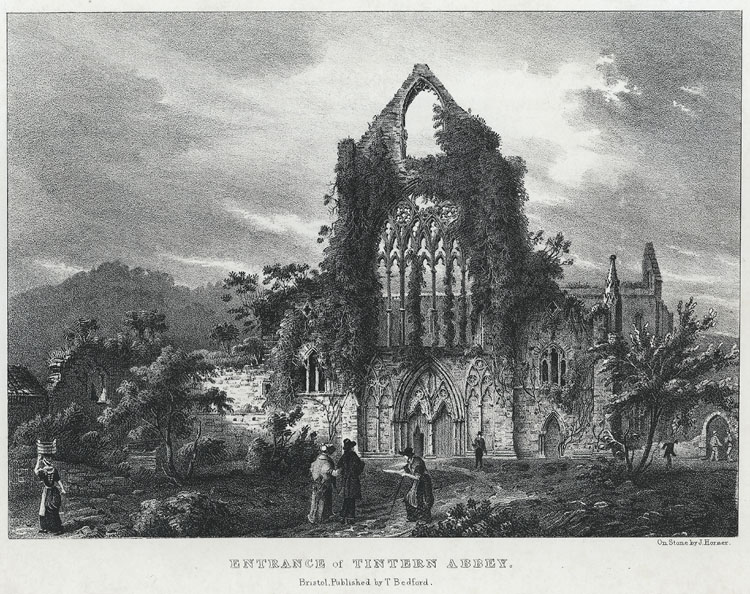
Tintern Abbey ve Walesu

Většina básní ve sbírce je od Wordswortha, Coleridge se na jejím obsahu podílel pouze čtyřmi básněmi, které však zahrnují třetinu textu prvního vydání. Nejvýznamnější z nich je balada Píseň o starém námořníkovi (The Rime of the Ancient Mariner), jejíž hrdina se proviní tím, že na moři zabije bezdůvodně albatrosa, a je za to potrestán tajemnými přírodními silami. K dalším Coleridgeovým básnim ve sbírce patří Slavík (Nightingale), rozvíjející panteistické motivy, a dva dramatické monology Macešino vyprávění (The Foster-Mother's Tale) a Kobka (The Dungeon) z jeho divadelní hry Osoroio.
Počet Wordsworthových básní se z počtu devatenácti v prvním vydání rozrostl téměř na šedesát. Jde o příležitostnou lyriku a lyrické balady v písňové formě, líčící postavy a příběhy venkovských lidí. Vyjadřují radost ze smyslové krásy v přírodě, souznění přírody s tragickými lidskými osudy a také hloubku prožitku, kterou příroda poskytuje člověku, i názor, že příroda je prostoupena duchovní silou, a pokud je s ní člověk v souladu, dostává i jeho život nový rozměr. K jeho nejdůležitějším básním ve sbírce patří Verše složené několik mil nad Tinternským opatstvím (Lines Composed a Few Miles above Tintern Abbey) formulující romantické pojetí přírody jako útočiště morálky a zdroje tvůrčí síly, a ve druhém vydání přidaná tragická básnická povídka Michal (Michael) a řada básní o dívce Lucii (Lucy Gray).

## Česká vydání
Souborně sbírka česky nevyšla, jednotlivé básně vyšly v různých výborech z děl obou autorů. Nejčastěji je překládána a vydávána Coleridgeova balada Píseň o starém námořníkovi. Pod názvem Skládání o starém námořníku jí toku 1897 přeložil Josef Václav Sládek a roku 1946 Josef Nesvadba. K dalším překladatelům balady patří Josef Palivec (1949), Václav Renč (1966), Petruše Máchová (1984) a Zdeněk Hron (1999).